# Виктор Вито
Виктор Вито (енгл. Victor Vito; 27. март 1987) професионални је рагбиста и репрезентативац Новог Зеланда, који тренутно игра за Херикејнсе. Висок 192 цм, тежак 112 кг, Вито је у ИТМ Купу играо за Велингтон. За Херикејнсе је до сада одиграо 84 мечева и постигао 45 поена. За "ол блексе" је до сада одиграо 32 тест мечева и постигао 20 поена. Играо је и за рагби 7 репрезентацију Новог Зеланда.